# Amaro al radicchio rosso di Treviso

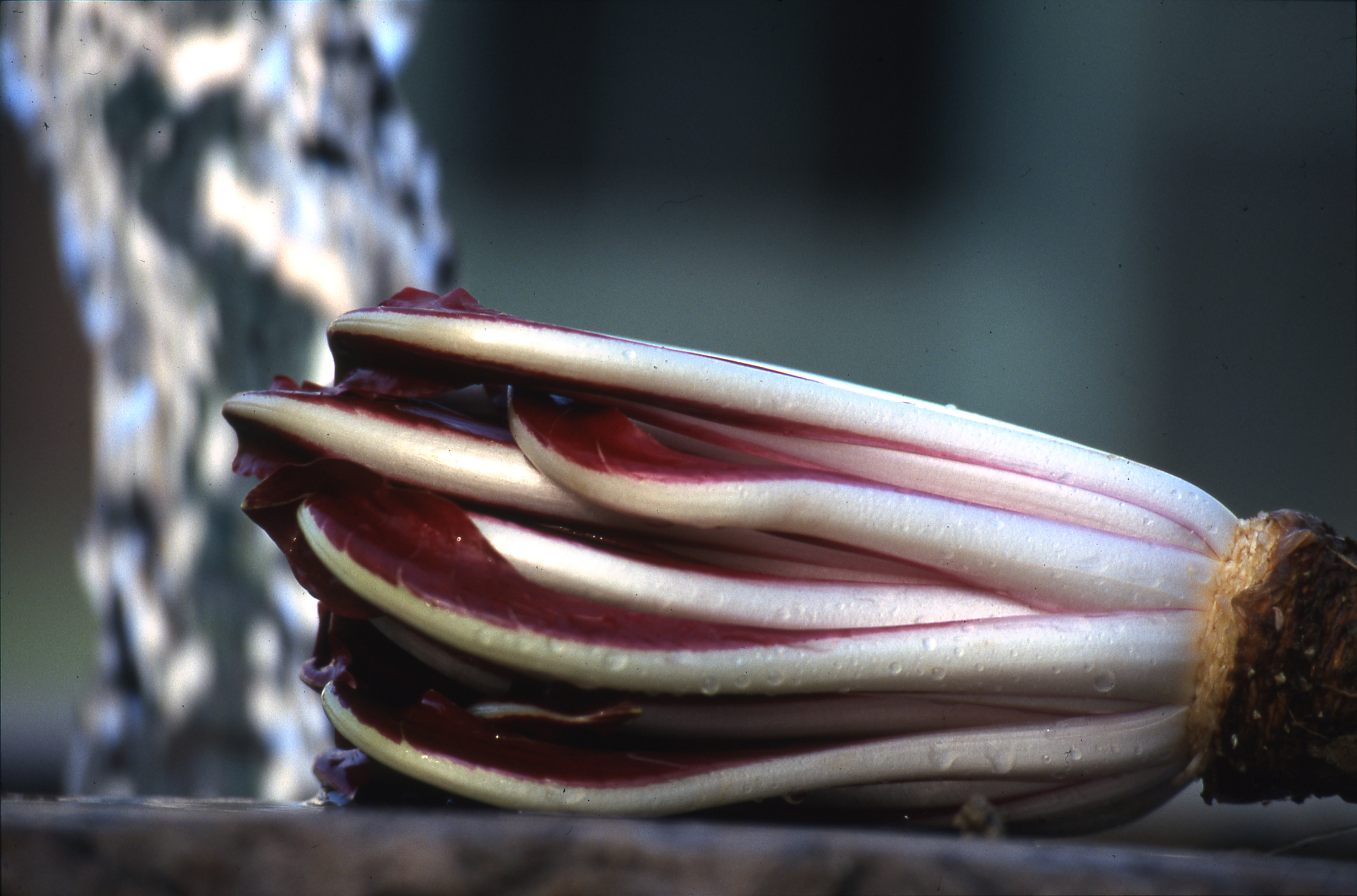
Il Radicchio Rosso di Treviso utilizzato per la preparazione dell'amaro

L'amaro al radicchio rosso di Treviso è un distillato che si ottiene dall'IGP Radicchio Rosso di Treviso.
La zona di produzione è l'intera provincia di Treviso.

## Preparazione
Per ottenere l'amaro si utilizza la varietà tardiva del radicchio I.G.P..
Il prodotto viene pulito e messo in infusione in alcool mescolato ad acqua per raggiungere la gradazione di 50 gradi. Dopo macerazione per 60 giorni, il prodotto subisce una distillazione e poi si imbottiglia.